# フォートマクマレー
フォートマクマレー（英: Fort McMurray、またはFt. McMurray）は、カナダのアルバータ州北東部に位置するウッドバッファロー内の一地区である。以前は市制であったことからフォートマクマレー市としても知られるが、合併により現在は単独の一都市ではなくなっている。街は特にオイルサンド産業とオーロラ観光で知られている。

## 歴史
18世紀後半にヨーロッパ人が入植するまでは先住民の中でもクリー族が多く見られた。オイルサンドの存在は地元の人々にすでに知られており、表層堆積物はカヌーの防水加工に使われていた。1778年にヨーロッパ人の探検家ピーター・ポンド (Peter Pond) がヨーロッパの毛皮需要のため、この地方に探索で訪れた。ピーター・ポンドはアサバスカ川とクリアウォーター川のかなり南部から探検し、アサバスカ湖近くのアサバスカ川を交易所とした。彼の選んだ交易所は1788年に閉鎖となったが、これは現在のフォートチペワイアンとなり、アルバータ州で最も古くから今に続いている入植地にあたる。
1790年、オイルサンドに関する最初の記述がアレグザンダー・マッケンジーによって残された。この時期、クリアウォーター川とアサバスカ川の合流地点において、クリー族と探検家の間で交易が行われていた。また、この地方においてハドソン湾会社とノースウエスト会社が熾烈な競争を行っていた。1870年にハドソン湾会社によってフォートマクマレーは設立され、以降、交通の要所として運営された。
この地域はカナダの石油産業の歴史において重要な役割を担ってきた。20世紀初頭から石油探査が行われていたことが知られているが、人口は数百人からほとんど増加しなかった。1921年に、石油と砂を分ける精製工場の開発・発展が見られ、アルキャン石油会社が最初にフォートマクマレーでバルクのテストを行った。また、街近くにウォーターウェイと呼ばれる街が設立され、鉄道が開通する1925年までの間、水上輸送の終着地として機能した。
1930年代、最初にオイルサンドから石油を抽出することに成功した会社はアバサンズ・オイルだったが、生産量は非常に少ないものだった。この頃、人口が徐々に増えだし、第二次世界大戦時には1,100人を超えた。そして、アメリカ軍とカナダ軍によってパイプラインと幹線道路を引く計画が進められ、フォートマクマレーはその足場となった。
1947年、フォートマクマレーとウォーターウェイズはマクマレー（村制）の名で合併した。歴史的な名称が反映される1962年まで「フォート」の名は省略された。村制から数年後に町制へと昇格し、州からの予算が増える。1966年には人口2,000人を越えた。
1967年、グレート・カナディアン・オイルサンド社（現在のサンコア社）がフォートマクマレーにプラントを開いたのをきっかけに街の経済は発展し始める。その後、オイルサンドのプラントが次々に建てられた。特に、政治的緊張と対立のあった中東における石油危機の影響を受けた1973年から1979年に多く建てられている。街の人口は1971年に6,743人となり、1981年には30,772人と劇的に増え、この翌年、市制となった。
原油価格が低迷し、石油不況となっても数年間は発展を続け、およそ37,000人で一度ピークを迎えたが、その後すぐ、1987年には34,000人へと減少する。1986年以降、原油価格は低迷を続け、コストのかかるオイルサンドの精製は、非経済的となり、オイルサンドの生産量は大きく減ることとなる。
1995年4月1日、フォートマクマレー市と第18改善地区とが合併し、ウッドバッファロー地域（特別都市）となる。以降、フォートマクマレーは市制としての地位を失い、同地域の都市部の地区名を指すようになる。同地域は単独の独立都市で行政もひとつに統一されているが、行政機関はフォートマクマレーにある。

## 地理
フォートマクマレーはエドモントンから北東に435 km（270 mi）離れており、ハイウェイ63号線で結ばれている。サスカチュワン州の州境とは60 km（37 mi）の距離。針葉樹林に囲まれており、アサバスカ川とクリアウォーター川の合流地点に位置する。海抜は260 m。ウッドバッファロー市内（地域）では最大の地区である。

## 人口動勢
人口が急増していることと、季節労働者などの非定住人口が多いことなどで、政府と自治体による統計が異なっている。2011年国勢調査による統計で、61,374人。州内では5番目の人口規模をもつ。2006年からの5年間で人口は28.7%増加した。ウッドバッファロー自治体の統計によると2012年時点での非定住者を含めたフォートマクマレー地区の人口は72,944人となっている。なお、同統計によるとウッドバッファロー市全体の人口は10万人に達する。
フォートマクマレーはカナダ国内や世界中から人々が集まってくるため、民族構成が豊かで、多文化な街になっている。地区内のおよそ半分がアルバータ州内から移住してきており、ニューファンドランド・ラブラドール州からは17%と続く。

## 気候

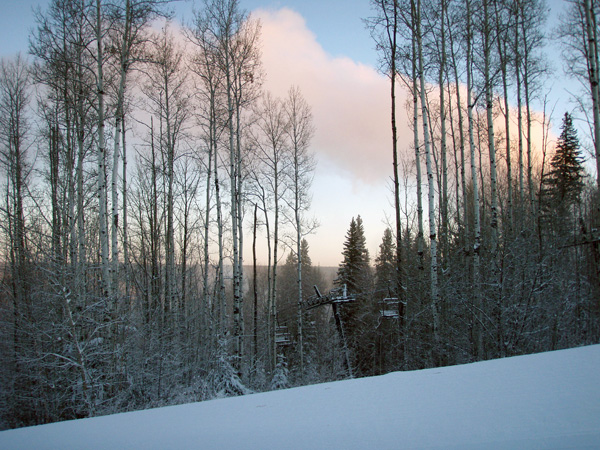
冬のビスタ・リッジの丘から

気候は湿潤大陸性気候（ケッペンの気候区分：Dfb）に属し、亜寒帯気候よりわずかに温かい。夏は温暖だが短く、冬は長く厳しい。冬の気温は、ときおり −40℃（−22°F）以下に達し、1月の平均気温は−17.4℃で、1961-1990年平均値の−19.8℃と比べると2.4℃も上昇しているなど温暖化が著しい。過去最低気温は1947年2月1日に−50.6℃を観測している。夏の7月の平均気温は17.1℃となり、35℃（95°F）以上まで上がることもあり、過去最高気温は1991年8月1日に37.0℃を観測している。年間降水量は418.6 mmで、夏に雨が降りやすい。年間降雪量は133.8 cm。
| フォートマクマレー（フォートマクマレー空港）(1981-2010年平均)の気候 | フォートマクマレー（フォートマクマレー空港）(1981-2010年平均)の気候 | フォートマクマレー（フォートマクマレー空港）(1981-2010年平均)の気候 | フォートマクマレー（フォートマクマレー空港）(1981-2010年平均)の気候 | フォートマクマレー（フォートマクマレー空港）(1981-2010年平均)の気候 | フォートマクマレー（フォートマクマレー空港）(1981-2010年平均)の気候 | フォートマクマレー（フォートマクマレー空港）(1981-2010年平均)の気候 | フォートマクマレー（フォートマクマレー空港）(1981-2010年平均)の気候 | フォートマクマレー（フォートマクマレー空港）(1981-2010年平均)の気候 | フォートマクマレー（フォートマクマレー空港）(1981-2010年平均)の気候 | フォートマクマレー（フォートマクマレー空港）(1981-2010年平均)の気候 | フォートマクマレー（フォートマクマレー空港）(1981-2010年平均)の気候 | フォートマクマレー（フォートマクマレー空港）(1981-2010年平均)の気候 | フォートマクマレー（フォートマクマレー空港）(1981-2010年平均)の気候 |
| 月                                                                  | 1月                                                                 | 2月                                                                 | 3月                                                                 | 4月                                                                 | 5月                                                                 | 6月                                                                 | 7月                                                                 | 8月                                                                 | 9月                                                                 | 10月                                                                | 11月                                                                | 12月                                                                | 年                                                                  |
| ------------------------------------------------------------------- | ------------------------------------------------------------------- | ------------------------------------------------------------------- | ------------------------------------------------------------------- | ------------------------------------------------------------------- | ------------------------------------------------------------------- | ------------------------------------------------------------------- | ------------------------------------------------------------------- | ------------------------------------------------------------------- | ------------------------------------------------------------------- | ------------------------------------------------------------------- | ------------------------------------------------------------------- | ------------------------------------------------------------------- | ------------------------------------------------------------------- |
| 最高気温記録 °C （°F）                                              | 15.1 (59.2)                                                         | 15.0 (59)                                                           | 20.1 (68.2)                                                         | 30.2 (86.4)                                                         | 34.8 (94.6)                                                         | 36.8 (98.2)                                                         | 35.6 (96.1)                                                         | 37.0 (98.6)                                                         | 32.4 (90.3)                                                         | 28.6 (83.5)                                                         | 18.9 (66)                                                           | 10.7 (51.3)                                                         | 37.0 (98.6)                                                         |
| 平均最高気温 °C （°F）                                              | −12.2 (10)                                                          | −7.1 (19.2)                                                         | 0.6 (33.1)                                                          | 10.0 (50)                                                           | 16.9 (62.4)                                                         | 21.5 (70.7)                                                         | 23.7 (74.7)                                                         | 22.2 (72)                                                           | 15.8 (60.4)                                                         | 7.4 (45.3)                                                          | −4.3 (24.3)                                                         | −10.1 (13.8)                                                        | 7.0 (44.6)                                                          |
| 日平均気温 °C （°F）                                                | −17.4 (0.7)                                                         | −13.3 (8.1)                                                         | −6.2 (20.8)                                                         | 3.3 (37.9)                                                          | 9.9 (49.8)                                                          | 14.6 (58.3)                                                         | 17.1 (62.8)                                                         | 15.4 (59.7)                                                         | 9.5 (49.1)                                                          | 2.3 (36.1)                                                          | −8.6 (16.5)                                                         | −15.1 (4.8)                                                         | 1.0 (33.8)                                                          |
| 平均最低気温 °C （°F）                                              | −22.5 (−8.5)                                                        | −19.5 (−3.1)                                                        | −12.9 (8.8)                                                         | −3.5 (25.7)                                                         | 2.8 (37)                                                            | 7.7 (45.9)                                                          | 10.5 (50.9)                                                         | 8.6 (47.5)                                                          | 3.2 (37.8)                                                          | −2.8 (27)                                                           | −12.9 (8.8)                                                         | −20.0 (−4)                                                          | −5.1 (22.8)                                                         |
| 最低気温記録 °C （°F）                                              | −50.0 (−58)                                                         | −50.6 (−59.1)                                                       | −44.4 (−47.9)                                                       | −34.4 (−29.9)                                                       | −17.3 (0.9)                                                         | −4.4 (24.1)                                                         | −3.3 (26.1)                                                         | −3.1 (26.4)                                                         | −15.6 (3.9)                                                         | −24.5 (−12.1)                                                       | −37.8 (−36)                                                         | −47.2 (−53)                                                         | −50.6 (−59.1)                                                       |
| 降水量 mm （inch）                                                  | 17.7 (0.697)                                                        | 13.2 (0.52)                                                         | 16.7 (0.657)                                                        | 21.4 (0.843)                                                        | 36.5 (1.437)                                                        | 73.3 (2.886)                                                        | 80.7 (3.177)                                                        | 57.1 (2.248)                                                        | 39.7 (1.563)                                                        | 26.2 (1.031)                                                        | 19.9 (0.783)                                                        | 16.4 (0.646)                                                        | 418.6 (16.48)                                                       |
| 降雪量 cm （inch）                                                  | 23.8 (9.37)                                                         | 18.4 (7.24)                                                         | 19.1 (7.52)                                                         | 11.9 (4.69)                                                         | 3.5 (1.38)                                                          | 0.0 (0)                                                             | 0.0 (0)                                                             | 0.01 (0.004)                                                        | 0.89 (0.35)                                                         | 12.2 (4.8)                                                          | 22.9 (9.02)                                                         | 21.3 (8.39)                                                         | 133.8 (52.68)                                                       |
| 平均降雨日数 （≥0.2 mm）                                            | 0.63                                                                | 0.59                                                                | 1.5                                                                 | 5.7                                                                 | 10.6                                                                | 14.2                                                                | 15.8                                                                | 13.2                                                                | 12.3                                                                | 6.7                                                                 | 1.9                                                                 | 0.68                                                                | 83.7                                                                |
| 平均降雪日数 （≥0.2 cm）                                            | 13.2                                                                | 11.1                                                                | 9.4                                                                 | 4.1                                                                 | 1.4                                                                 | 0.0                                                                 | 0.0                                                                 | 0.04                                                                | 0.52                                                                | 5.9                                                                 | 11.9                                                                | 12.4                                                                | 69.9                                                                |
| 平均月間日照時間                                                    | 77.7                                                                | 113.8                                                               | 176.0                                                               | 217.3                                                               | 276.5                                                               | 264.5                                                               | 285.5                                                               | 265.8                                                               | 165.2                                                               | 118.4                                                               | 63.2                                                                | 65.2                                                                | 2,088.9                                                             |
| 出典：                                                              |                                                                     |                                                                     |                                                                     |                                                                     |                                                                     |                                                                     |                                                                     |                                                                     |                                                                     |                                                                     |                                                                     |                                                                     |                                                                     |

| フォートマクマレー（フォートマクマレー空港）(1961-1990年平均)の気候 | フォートマクマレー（フォートマクマレー空港）(1961-1990年平均)の気候 | フォートマクマレー（フォートマクマレー空港）(1961-1990年平均)の気候 | フォートマクマレー（フォートマクマレー空港）(1961-1990年平均)の気候 | フォートマクマレー（フォートマクマレー空港）(1961-1990年平均)の気候 | フォートマクマレー（フォートマクマレー空港）(1961-1990年平均)の気候 | フォートマクマレー（フォートマクマレー空港）(1961-1990年平均)の気候 | フォートマクマレー（フォートマクマレー空港）(1961-1990年平均)の気候 | フォートマクマレー（フォートマクマレー空港）(1961-1990年平均)の気候 | フォートマクマレー（フォートマクマレー空港）(1961-1990年平均)の気候 | フォートマクマレー（フォートマクマレー空港）(1961-1990年平均)の気候 | フォートマクマレー（フォートマクマレー空港）(1961-1990年平均)の気候 | フォートマクマレー（フォートマクマレー空港）(1961-1990年平均)の気候 | フォートマクマレー（フォートマクマレー空港）(1961-1990年平均)の気候 |
| 月                                                                  | 1月                                                                 | 2月                                                                 | 3月                                                                 | 4月                                                                 | 5月                                                                 | 6月                                                                 | 7月                                                                 | 8月                                                                 | 9月                                                                 | 10月                                                                | 11月                                                                | 12月                                                                | 年                                                                  |
| ------------------------------------------------------------------- | ------------------------------------------------------------------- | ------------------------------------------------------------------- | ------------------------------------------------------------------- | ------------------------------------------------------------------- | ------------------------------------------------------------------- | ------------------------------------------------------------------- | ------------------------------------------------------------------- | ------------------------------------------------------------------- | ------------------------------------------------------------------- | ------------------------------------------------------------------- | ------------------------------------------------------------------- | ------------------------------------------------------------------- | ------------------------------------------------------------------- |
| 平均最高気温 °C （°F）                                              | −14.5 (5.9)                                                         | −8.6 (16.5)                                                         | −1.1 (30)                                                           | 9.3 (48.7)                                                          | 17.1 (62.8)                                                         | 21.5 (70.7)                                                         | 23.2 (73.8)                                                         | 21.8 (71.2)                                                         | 15.1 (59.2)                                                         | 8.4 (47.1)                                                          | −4.5 (23.9)                                                         | −12.6 (9.3)                                                         | 6.3 (43.3)                                                          |
| 日平均気温 °C （°F）                                                | −19.8 (−3.6)                                                        | −14.9 (5.2)                                                         | −7.9 (17.8)                                                         | 2.8 (37)                                                            | 10.1 (50.2)                                                         | 14.6 (58.3)                                                         | 16.6 (61.9)                                                         | 15.2 (59.4)                                                         | 9.1 (48.4)                                                          | 3.3 (37.9)                                                          | −9 (16)                                                             | −17.3 (0.9)                                                         | 0.2 (32.4)                                                          |
| 平均最低気温 °C （°F）                                              | −25.3 (−13.5)                                                       | −21.3 (−6.3)                                                        | −14.8 (5.4)                                                         | −3.8 (25.2)                                                         | 3 (37)                                                              | 7.7 (45.9)                                                          | 10 (50)                                                             | 8.5 (47.3)                                                          | 3.2 (37.8)                                                          | −1.9 (28.6)                                                         | −13.5 (7.7)                                                         | −22.1 (−7.8)                                                        | −5.9 (21.4)                                                         |
| 降水量 mm （inch）                                                  | 20.4 (0.803)                                                        | 16 (0.63)                                                           | 17.3 (0.681)                                                        | 22.6 (0.89)                                                         | 40.7 (1.602)                                                        | 63.9 (2.516)                                                        | 79.1 (3.114)                                                        | 71.8 (2.827)                                                        | 51.4 (2.024)                                                        | 32.2 (1.268)                                                        | 26.4 (1.039)                                                        | 23 (0.91)                                                           | 464.7 (18.295)                                                      |
| 出典：                                                              |                                                                     |                                                                     |                                                                     |                                                                     |                                                                     |                                                                     |                                                                     |                                                                     |                                                                     |                                                                     |                                                                     |                                                                     |                                                                     |

## 経済
カナダ国内とアルバータ州内における石油産出の中心地のひとつとして知られ、アサバスカ・オイルサンドの近くに位置する。オイルサンドに加え、街の経済は天然ガスとパイプライン、林業、観光業で成り立っている。
また、石油産業によるブームを受け、住宅価格や賃貸価格が高騰しており、2006年ではアルバータ州内で最も高い。

### 観光

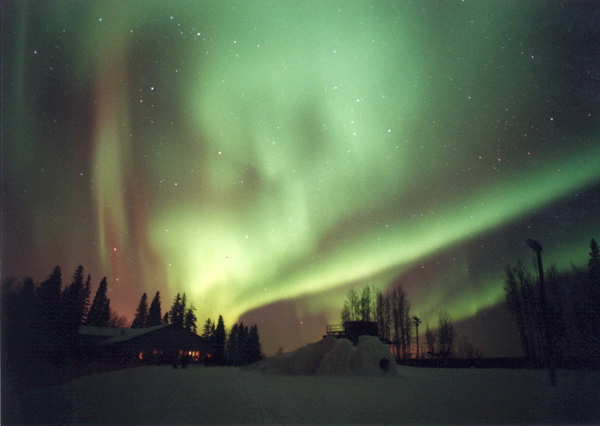
フォートマクマレーのオーロラ

石油産業の街であることを反映してオイルサンドの文化施設があるほか、歴史村、劇場などがあり、野外では魚釣りなども盛ん。また、オーロラベルトの最南端にあり、極北の鑑賞地と比べ温暖な上、晴天率も高いことからオーロラ観光も盛んである。
オイルサンド・ディスカバリーセンター
オイルサンドの文化施設（資料館）。油田見学ツアーもある。
フォートチペワイアン博物館
アルバータ州内で最も古くから続く入植地フォートチペワイアンに関する小さな博物館。
ヘリテージパーク
フォートマクマレーの小さな歴史村。
キヤノ劇場
キヤノ・カレッジにある劇場で、街の芸術、文化の中心地になっている。

## 交通

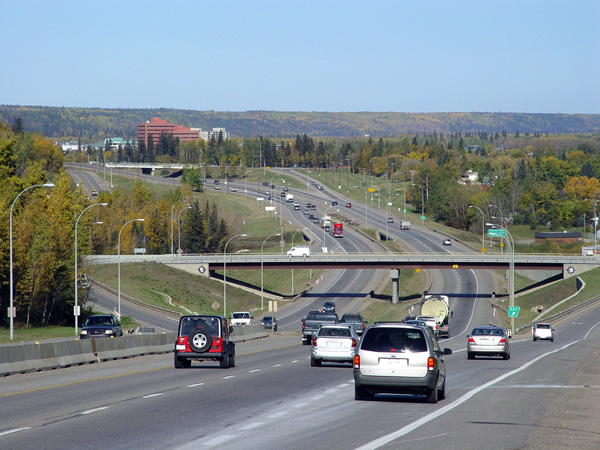
ハイウェイ63号線

### 空港
フォートマクマレー空港 （ICAO：CYMM、IATA：YMM）
エア・カナダやエア・カナダ・ジャズ、エア・ミキソー、コーポレート・エクスプレス、インテグラ・エア、ノースウエスタン・エア、ウエストジェットがカルガリー、エドモントン、フォートチペワイアン、フォートスミス、レスブリッジ、ピースリバー、サスカトゥーン、トロント、セントジョンズから定期便を運航している。様々な石油会社によっても法人向けやチャーター便が運航されている。短期労働者が多いことや人々はハイウェイ63号線の運転を避ける傾向にあるため、フライトの搭乗率が高い傾向にある。

### 市内交通
フォートマクマレー・トランジット（FMT）
フォートマクマレー地区内には公共交通機関があり、路線網は中心部から南北へと結んでいる。

### 長距離バス
グレイハウンド・カナダ社とレッド・アロー社がエドモントンとの区間をハイウェイ63号線に沿って運航している。

### ハイウェイ
ハイウェイ63号線が主な幹線道路で、フォートマクマレーとエドモントンとを結んでいる。オイルサンド需要のため、このハイウェイは1 kmあたりの輸送総重量がカナダ国内で最も多い。

### 鉄道
カナディアン・ナショナル鉄道（CN）によって運行されていた旅客列車は1989年に廃止された。

## 教育

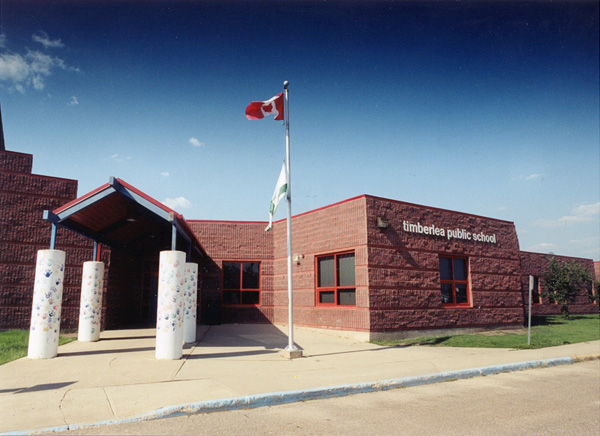
フォートマクマレーにある小学校

フォートマクマレーでは公立校とカトリック校の学校区があり、小学校、中学校の義務教育を提供している。これに加えて私立の学校もある。
キヤノ・カレッジ (Keyano College) は公立の職業訓練校として設立され、特に楽器の修理とオイルサンドの労働者に教育の場を提供する役割を担っていることで知られる。

## メディア
- FM 91.1： CKOS "KAOS 91.1" （キリスト教系、一般のヒット曲）
- FM 93.3： CJOK "カントリー93.3" （カントリー・ミュージック）
- FM 96.7： CKUA-FM-11 （公共放送）
- FM 97.9： CKYX "Rock 97.9" （アクティブロック）
- FM 99.3： CBXN （CBCラジオ第1）
- FM 100.5： （新） （クラシック・ヒット）
- FM 101.5： CHFA-FM-6 （La Première Chaîne）
- FM 103.7： CFVR （アダルト・コンテンポラリー）
- FM 104.5： CJCM

## フォートマクマレー出身の著名人
- クリス・フィリップス (Chris Phillips)  （ホッケー選手）
- アーロン・ラインズ (Aaron Lines)  （カントリー・ミュージック）
- ナターシャ・ヘンストリッジ （ファッションモデル、ハリウッド女優）
- スコッティー・アップシャル (Scottie Upshall)  （ホッケー選手）
- ノーラン・プラット (Nolan Pratt)  （ホッケー選手）
- タントゥー・カーディナル (Tantoo Cardinal)  （女優）